# Det Blaa Baand
Afholdsselskabet Det Blaa Baand er et personligt afholdsselskab, som i Danmark blev stiftet den 30. oktober 1890 af Lene Silverberg. 
Det Blaa Baand vil fremme en sund livsstil og ønsker at tilskabe flere alkoholfrie miljøer.